# Комп'єнь (округ)
Округ Комп'єнь (фр. Arrondissement de Compiègne) — округ у Франції, в департаменті Уаза. 2023 року округ об'єднував 156 муніципалітетів, населення становило 182 767 осіб.
Адміністративний центр (супрефектура) — Комп'єнь.

## Муніципалітети
Список муніципалітетів округу та їхні коди INSEE:
1. Аврикур (60035)
2. Амі (60011)
3. Антей-Порт (60019)
4. Аппії (60021)
5. Арманкур (60023)
6. Арсі (60024)
7. Аттіші (60025)
8. Бабеф (60037)
9. Баї (60043)
10. Беерикур (60059)
11. Беллуа (60061)
12. Берланкур (60062)
13. Берней-сюр-Ен (60064)
14. Б'єрмон (60071)
15. Бітрі (60072)
16. Божі-су-Буа (60052)
17. Божі (60048)
18. Больє-ле-Фонтен (60053)
19. Борен-ле-Нуайон (60055)
20. Брен (60099)
21. Бретіньї (60105)
22. Булонь-ла-Грасс (60093)
23. Бюссі (60117)
24. Б'янвіль (60070)
25. Ванделікур (60654)
26. Варен (60655)
27. Венетт (60665)
28. В'є-Мулен (60674)
29. Віллер-сюр-Куден (60689)
30. Віль (60676)
31. Вільсельв (60693)
32. Віньємон (60675)
33. Вошель (60657)
34. Гіскар (60291)
35. Голанкур (60278)
36. Грандрю (60287)
37. Гранфренуа (60284)
38. Гурне-сюр-Аронд (60281)
39. Гюрі (60292)
40. Дів (60198)
41. Еврикур (60227)
42. Екювіллі (60204)
43. Еленкур-Сент-Маргерит (60206)
44. Емевілле (60308)
45. Енвілле (60294)
46. Естре-Сен-Дені (60223)
47. Жанвіль (60323)
48. Жанврі (60270)
49. Жиромон (60273)
50. Жо (60325)
51. Жользі (60324)
52. Жонк'єр (60326)
53. Камбронн-ле-Рибекур (60119)
54. Кампань (60121)
55. Кандор (60124)
56. Канлі (60125)
57. Каннектанкур (60126)
58. Канні-сюр-Ма (60127)
59. Карлепон (60129)
60. Катіньї (60132)
61. Кемі (60519)
62. Кен (60118)
63. Клеруа (60156)
64. Комп'єнь (60159)
65. Конші-ле-По (60160)
66. Крапоменій (60174)
67. Кризоль (60181)
68. Крутуа (60184)
69. Куден (60166)
70. Кулуазі (60167)
71. Куртьє (60171)
72. Кювіллі (60191)
73. Кюї (60192)
74. Кюїз-ла-Мотт (60188)
75. Кютс (60189)
76. Ла-Невіль-сюр-Рессон (60459)
77. Лаберльєр (60329)
78. Лакруа-Сент-Уан (60338)
79. Ланьї (60340)
80. Ларбруа (60348)
81. Лассіньї (60350)
82. Латоль (60351)
83. Лашель (60337)
84. Ле-Ме (60402)
85. Ле-Плессі-Бріон (60501)
86. Ле-Плессі-Патт-д'Уа (60502)
87. Ле-Фаєль (60229)
88. Лібермон (60362)
89. Лонгеїй-Аннель (60368)
90. Лонгеїй-Сент-Марі (60369)
91. Маре-сюр-Ма (60378)
92. Марей-ла-Мотт (60379)
93. Маркегліз (60386)
94. Марньї-ле-Комп'єнь (60382)
95. Марньї-о-Сериз (60381)
96. Марньї-сюр-Ма (60383)
97. Машмон (60373)
98. Мелікок (60392)
99. Мокур (60389)
100. Мондскур (60410)
101. Монмак (60423)
102. Монмартен (60424)
103. Монші-Юм'єр (60408)
104. Морленкур (60431)
105. Мортмер (60434)
106. Муайвілле (60441)
107. Мулен-су-Туван (60438)
108. Мюїранкур (60443)
109. Нампсель (60445)
110. Нефві-сюр-Аронд (60449)
111. Нуайон (60471)
112. Оньоль (60474)
113. Орвілле-Сорель (60483)
114. Отреш (60032)
115. Отфонтен (60305)
116. Пассель (60488)
117. Пемпре (60492)
118. П'єррфон (60491)
119. Плессі-де-Руа (60499)
120. Пон-л'Евек (60506)
121. Понтуаз-ле-Нуайон (60507)
122. Поркерикур (60511)
123. Ремі (60531)
124. Рессон-сюр-Ма (60533)
125. Ретонд (60534)
126. Рибекур-Дреленкур (60537)
127. Ривкур (60540)
128. Рикебур (60538)
129. Руа-сюр-Ма (60558)
130. Салансі (60603)
131. Сампіньї (60610)
132. Сен-Жан-о-Буа (60579)
133. Сен-Крепен-о-Буа (60569)
134. Сен-Леже-о-Буа (60582)
135. Сен-П'єрр-ле-Бітрі (60593)
136. Сен-Совер (60597)
137. Сент-Етьєнн-Руале (60572)
138. Сермез (60617)
139. Солант (60621)
140. Сюзуа (60625)
141. Трасі-ле-Мон (60641)
142. Трасі-ле-Валь (60642)
143. Трослі-Брей (60647)
144. Туротт (60636)
145. Тьєскур (60632)
146. Уданкур (60318)
147. Флаві-ле-Мельде (60236)
148. Франсьєр (60254)
149. Френіш (60255)
150. Френьєр (60258)
151. Фретуа-ле-Шато (60263)
152. Шевенкур (60147)
153. Шеврієр (60149)
154. Шель (60145)
155. Ширі-Урскам (60150)
156. Шуазі-о-Бак (60151)